# Splenius capitis
Splenius capitis er en bred, rem-lignende muskel på bagsiden af nakken. Den trækker kraniebasen fra vertebrae i nakken og øvre thorax. Den er involveret i bevægelser såsom at ryste på hovedet.